# Quận Rolette, North Dakota
Quận Rolette là một quận thuộc tiểu bang Bắc Dakota, Hoa Kỳ. Quận lỵ đóng ở Rolla6. Quận được đặt tên theo Joseph Rolette, một thương gia lông thú. Dân số theo điều tra năm 2010 của Cục điều tra dân số Hoa Kỳ là 13937 người.

## Địa lý
Theo Cục điều tra dân số Hoa Kỳ, quận này có diện tích 2432 km2, trong đó có 93 km2 là diện tích mặt nước.